# Nangola
Nangola est une localité et une commune rurale du Mali, chef-lieu d'arrondissement dans le cercle de Fana et la région de Dioïla.

## Villages
La commune s'étend sur 14 villages relevés lors du recensement général de 2009.
- Nangola (4 175 habitants) ;
- Bélékou (3 231 habitants) ;
- Fatiana (1 604 habitants).